# Hartmut Mehringer
Hartmut Mehringer (* 14. Juli 1944 in Erlangen; † 17. Oktober 2011 in Krailling) war ein deutscher Zeithistoriker. Er legte 1997 mit seiner Darstellung Widerstand und Emigration. Das NS-Regime und seine Gegner ein Standardwerk vor.

## Leben
Mehringer studierte von 1963 bis 1971 Neuere und Osteuropäische Geschichte in Erlangen, Paris und Amsterdam und wurde 1976 an der Universität Erlangen bei Karl-Heinz Ruffmann mit einer Untersuchung über die Entwicklung der Theorie der permanenten Revolution im Rahmen der marxistischen Revolutionskonzeption 1848–1907 promoviert. Er war Mitarbeiter des DFG-Projekts Archiv und Biographisches Handbuch der deutschsprachigen Emigration nach 1933 am Institut für Zeitgeschichte in München, aus dem das vierbändige zweisprachige Biographische Handbuch der deutschsprachigen Emigration nach 1933 / International Biographical Dictionary of Central European Émigrés 1933–1945 hervorging (Saur Verlag 1980–1984, herausgegeben von Werner Röder und Herbert A. Strauss). Er habilitierte sich 1987, wiederum in Erlangen, mit einer Biografie Waldemar von Knoeringens.
Mehringer arbeitete als Leiter der Außenstelle Berlin des Münchner Instituts für Zeitgeschichte (IfZ). Er leitete im Anschluss das Archiv des Münchner Instituts für Zeitgeschichte. In den 1990er Jahren bearbeitete er drei Bände der 15-bändigen Ausgabe der Joseph-Goebbels-Tagebücher. Für sein Buch Widerstand und Emigration wurde Mehringer 2001 mit dem Prix Philippe Viannay-Défense de la France der Pariser Fondation de la Résistance ausgezeichnet.
Mehringer war von 1983 bis 1987 Vorsitzender des SPD-Ortsvereins Krailling.

## Werke
- Permanente Revolution und russische Revolution. Die Entwicklung der Theorie der permanenten Revolution im Rahmen der marxistischen Revolutionskonzeption 1848–1907. Lang, Frankfurt am Main 1978 (zugleich Phil. Diss., Universität Erlangen/Nürnberg 1977).
- Waldemar von Knoeringen – eine politische Biographie. Der Weg vom revolutionären Sozialismus zur sozialen Demokratie. K. G. Saur Verlag, München 1989 (zugleich Habil.-Schrift der Universität Erlangen/Nürnberg 1987), ISBN 3-598-22021-9.
- Widerstand und Emigration. Das NS-Regime und seine Gegner. Deutscher Taschenbuch-Verlag, München 1997, ISBN 3-423-04520-5.
- Mit Volker Dahm, Albert A. Feiber und Horst Möller (Hrsg.): Die tödliche Utopie. Bilder, Texte, Dokumente, Daten zum Dritten Reich. 5., vollständig überarbeitete und erweiterte Auflage. München 2008, ISBN 978-3-9807890-7-3.